# Cercle de Ségou

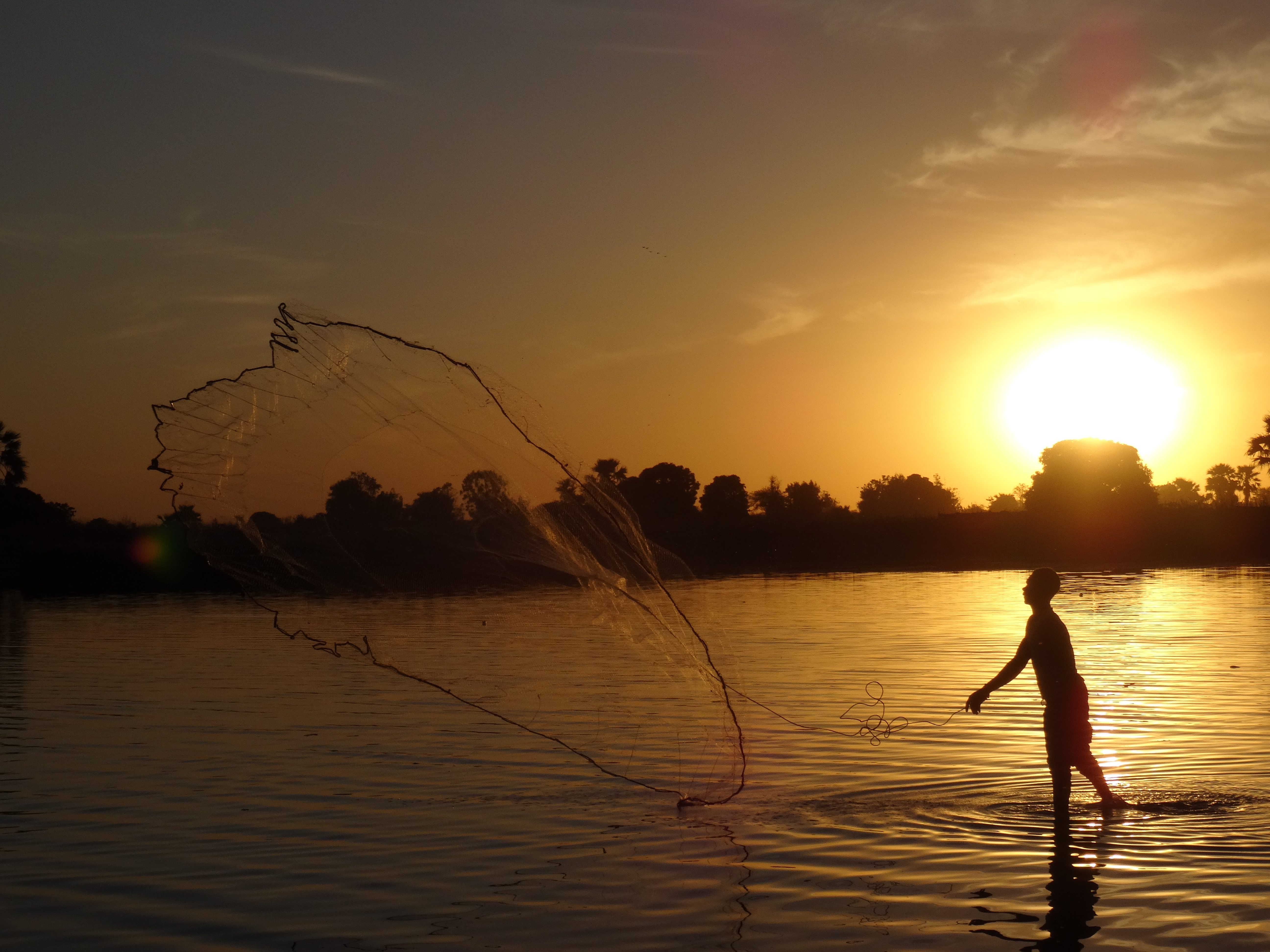
Pêcheur lançant son filet sur le Niger, près de Ségou.

Le cercle de Ségou est une circonscription administrative malienne dans la région de Ségou, il constitue le 1er cercle de la région. Il a pour chef-lieu la ville de Ségou.

## Histoire
Avant 2023, il compte 30 communes : Baguindadougou, Bellen, Boussin, Cinzana, Diédougou, Diganidougou, Dioro, Diouna, Dougabougou, Farako, Farakou Massa, Fatiné, Kamiandougou, Katiéna, Konodimini, Markala, Massala, N'Gara, N'Koumandougou, Pelengana, Sakoïba, Sama Foulala, Saminé, Sansanding, Sébougou, Ségou, Sibila, Soignébougou, Souba et Togou.
Dans le cadre de la réforme administrative de 2023, il perd son statut de collectivité territoriale et 17 communes, il en conserve 13.

## Population
Différentes ethnies y sont présentes: Bambaras, Peuls, Miniankas, Bozos, Somonos, Dogons et Soninkés.

## Administration
Depuis 2023, le cercle codé en 0401 compte 3 arrondissements, 13 communes et 286 VFQ : villages, fractions et quartiers. 
| Code   | Arrondissement                  |
| ------ | ------------------------------- |
| 040101 | Arrondissement central de Ségou |
| 040102 | Arrondissement de Cinzana       |
| 040103 | Arrondissement de Katiéna       |

| Code     | Commune      | Chef-lieu    | VFQ | Superficie (km2) |
| -------- | ------------ | ------------ | --- | ---------------- |
| 04010101 | Konodimini   | Konodimini   | 26  | 335              |
| 04010102 | Massala      | Massala      | 8   | 83               |
| 04010103 | N'Gara       | N'Gara       | 10  | 147              |
| 04020104 | Pelengana    | Pelengana    | 28  | 333              |
| 04010105 | Sakoïba      | Sakoïba      | 30  | 334              |
| 04010106 | Sébougou     | Sébougou     | 10  | 107              |
| 04010107 | Soignébougou | Soignébougou | 8   | 75               |
| 04010108 | Ségou        | Ségou        | 19  | 34               |
| 04010201 | Cinzana      | Cinzana      | 73  | 973              |
| 04010202 | Saminé       | Saminé       | 6   | 182              |
| 04010301 | Diouna       | Diouna       | 13  | 162              |
| 04010302 | Fatiné       | Fatiné Marka | 27  | 934              |
| 04010303 | Katiéna      | Katiéna      | 28  | 925              |